# Ебро
Ебро је река у северној Шпанији која је најбогатија водом на Пиринејском полуострву. Дужина њеног тока износи 928 км, а површина слива 86.800 km². Просечни протицај на ушћу је 615 метара кубних у секунди. Ебро извире испод јужних падина Кантабријских планина, а улива се у Средоземно море. У горњем току пресеца Старокастилијску висораван и тече узаном дубоком долином између Иберских и Пиринејских планина. У доњем току тече широком долином кроз пространу и равну Арагонију. Највећом количином воде располаже у периоду март-април. Воде Ебра користе се за наводњавање и производњу електричне енергије. Плован је од ушћа до града Сарагосе.

## Галерија
- Ебро у месту Миранда де Ебро
- Ebro u Сарагоси
- Делта Ебра